# Krij
Krij (grč. Κρίος, Kríos) u grčkoj mitologiji Titan je, Uranov i Gejin sin, bog vještine, vodstva i zviježđa.

## Etimologija
Krijevo ime možda je izvedeno od grčke riječi κρείων, kreiôn = "gospodar", "gospodin".

## Mitologija
Krij je s Euribijom, Pontovom i Gejinom kćeri, imao sinove Perza, Astraja i Palanta.
Kao što je bilo i s ostalim Titanima nakon Titanomahije, zbacio ga je Zeus s ostalim olimpskim bogovima.

## Vanjske poveznice
- Krij u klasičnoj literaturi i umjetnosti (engl.)